# USS Colorado (BB-45)
La USS Colorado (hull classification symbol BB-45) fu una nave da battaglia tipo dreadnought della United States Navy, entrata in servizio nel 1923 come prima unità dell'omonima classe.
Assegnata alla United States Pacific Fleet, nel corso del periodo interbellico la nave operò in missioni di addestramento e visite nei porti della regione. Dopo l'entrata degli Stati Uniti d'America nella seconda guerra mondiale, la Colorado operò intensamente contro l'Impero giapponese nel teatro bellico del Pacifico, principalmente nel ruolo di unità da bombardamento nel corso delle operazioni anfibie statunitensi; in questa veste, la nave prese parte alla campagna delle isole Gilbert e Marshall, alla campagna delle isole Marianne, alla campagna delle Filippine e alla battaglia di Okinawa.
Poco dopo la conclusione del conflitto, la nave venne posta in riserva nel gennaio 1947. Radiata ufficialmente dai ranghi 1° marzo 1959, fu poi venduta per la demolizione nel luglio seguente.

## Storia

### Entrata in servizio e periodo interbellico

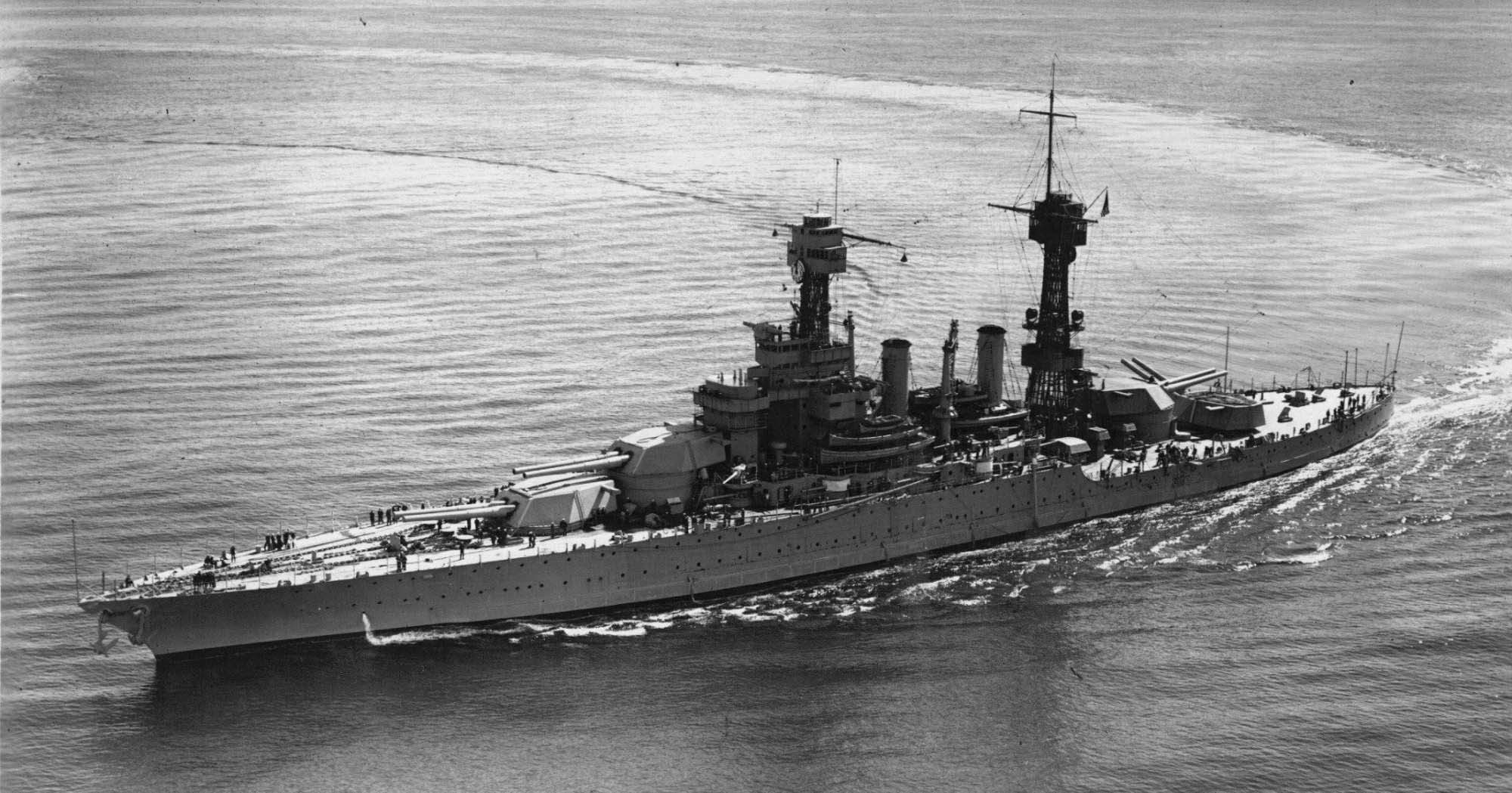
La Colorado in navigazione al largo di San Diego nell'ottobre 1924

Ordinata ai cantieri della New York Shipbuilding Corporation di Camden in New Jersey il 29 agosto 1916, la nave fu impostata il 29 maggio 1919 e quindi varata il 22 marzo 1921 con il nome di Colorado in onore dell'omonimo Stato federato; l'unità entrò ufficialmente in servizio il 30 agosto 1923. Il 29 dicembre dello stesso anno la Colorado salpò da New York e attraversò l'oceano Atlantico per compiere una crociera inaugurale nelle acque dell'Europa, visitando nelle settimane seguenti i porti di Portsmouth, Cherbourg, Napoli e Gibilterra prima di rientrare a New York il 15 febbraio 1924. Dopo lavori di messa a punto e altri test, l'11 luglio 1924 la nave salpò per trasferirsi sulla West Coast via canale di Panama: raggiunta San Francisco il 15 settembre 1924, la Colorando entrò in forza alla United States Pacific Fleet.
Nel corso del periodo interbellico la Colorando operò principalmente nelle acque dell'oceano Pacifico, salvo occasionali dispiegamenti nel Mar dei Caraibi per svolgere esercitazioni. Oltre a manovre di addestramento, cerimonie nelle acque di casa e impieghi come nave scuola per i cadetti navali, la nave intraprese una crociera di visita nelle acque del Pacifico meridionale tra l'8 giugno e il 26 settembre 1925, toccando vari porti nelle Samoa, in Australia e in Nuova Zelanda. Nel marzo 1933 la Colorado fu inviata a prestare assistenza alle autorità locali dopo il terremoto di Long Beach del 1933 nella California meridionale, mentre tra l'11 giugno e il 22 luglio 1937, durante una crociera di addestramento nel Pacifico meridionale, partecipò alle infruttuose ricerche dell'aereo dell'aviatrice Amelia Earhart, scomparso in mare senza lasciare traccia.
Assegnata alla base avanzata di Pearl Harbor nelle Hawaii dal 27 gennaio 1941, la nave lasciò le acque hawaiane il 25 giugno dello stesso anno per sottoporsi a un ciclo di lavori di profonda revisione presso i cantieri del Puget Sound Naval Shipyard nello Stato di Washington; la Colorado si trovava ancora ferma in cantiere quando, il 7 dicembre 1941, le forze dell'Impero giapponese attaccarono Pearl Harbor trascinando gli Stati Uniti nella seconda guerra mondiale.

### La seconda guerra mondiale

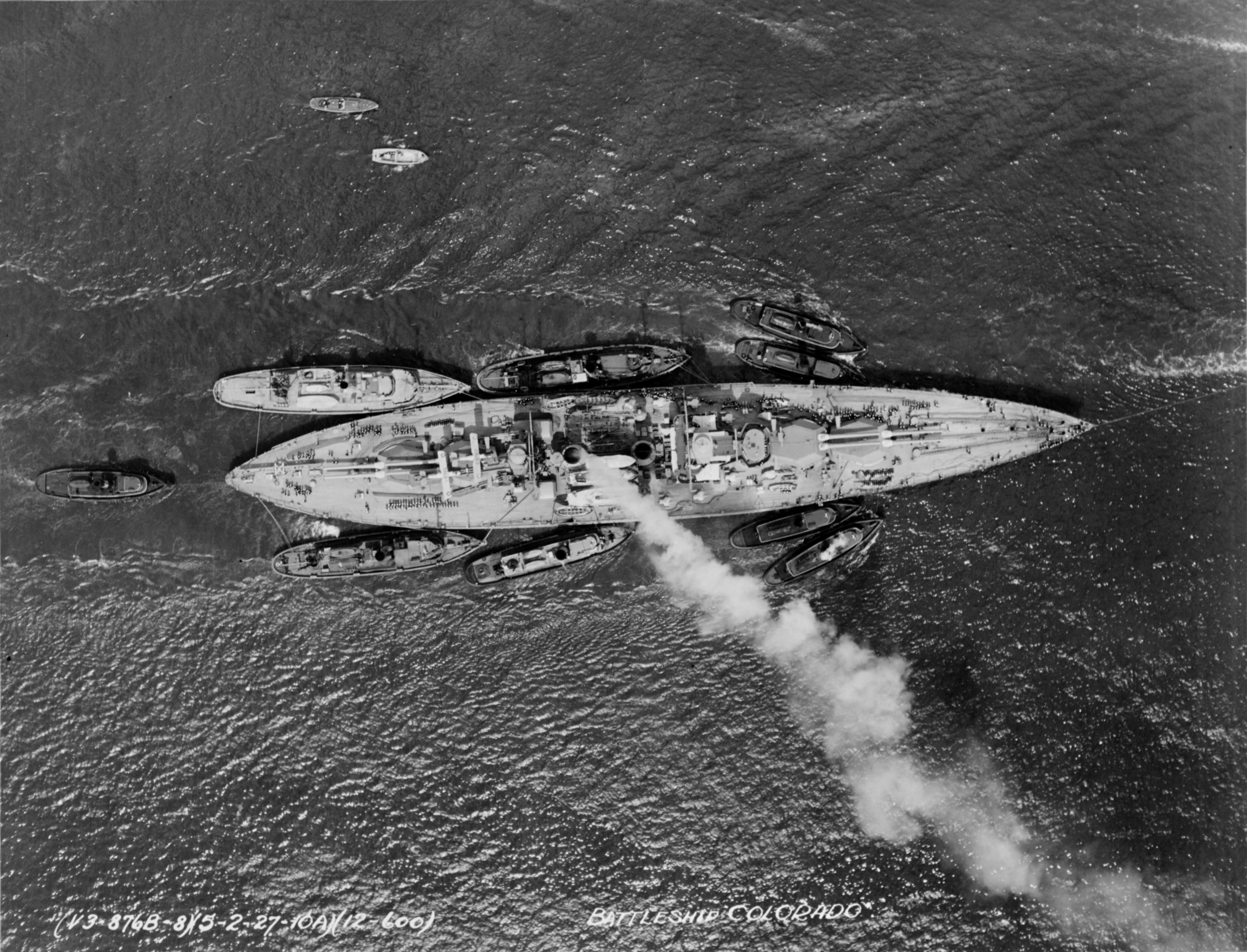
Veduta dall'alto della Colorado nel 1927

La Colorado rientrò in servizio il 31 marzo 1942, svolgendo subito dopo manovre di addestramento al largo delle coste occidentali degli Stati Uniti. Di base nuovamente a Pearl Harbor dal 14 agosto 1942, tra il novembre 1942 e il settembre 1943 la corazzata svolse pattugliamenti difensivi nelle acque delle Isole Figi e delle Nuove Ebridi per prevenire eventuali attacchi dei giapponesi a questi arcipelaghi; tra giugno e luglio dello stesso anno coprì le operazioni di sbarco statunitensi nella Nuova Georgia. Il 21 ottobre 1943 la Colorado lasciò Pearl Harbor per partecipare al suo primo impiego bellico, il supporto all'assalto anfibio statunitense all'atollo di Tarawa nelle Isole Gilbert; tra il 20 e il 23 novembre i grossi calibri della corazzata supportarono con il loro fuoco i reparti a terra durante la battaglia di Tarawa, e la Colorado fece poi rientro a Pearl Harbor il 7 dicembre seguente.
Dopo un ciclo di lavori di manutenzione svolto negli Stati Uniti la Colorado tornò nelle Hawaii il 21 gennaio 1944, salpando il giorno seguente come parte della grande flotta diretta a lanciare l'invasione anfibia delle isole Marshall; tra il 31 gennaio e il 3 febbraio la nave partecipò ai bombardamenti in appoggio ai reparti a terra durante la battaglia di Kwajalein, mentre il successivo 17 febbraio supportò con le sue artiglierie l'assalto anfibio a Eniwetok. La nave continuò a operare nella zona delle Marshall fino al 23 febbraio, quando diresse in patria per sottoporsi a un ciclo di grandi lavori al Puget Sound Naval Shipyard.

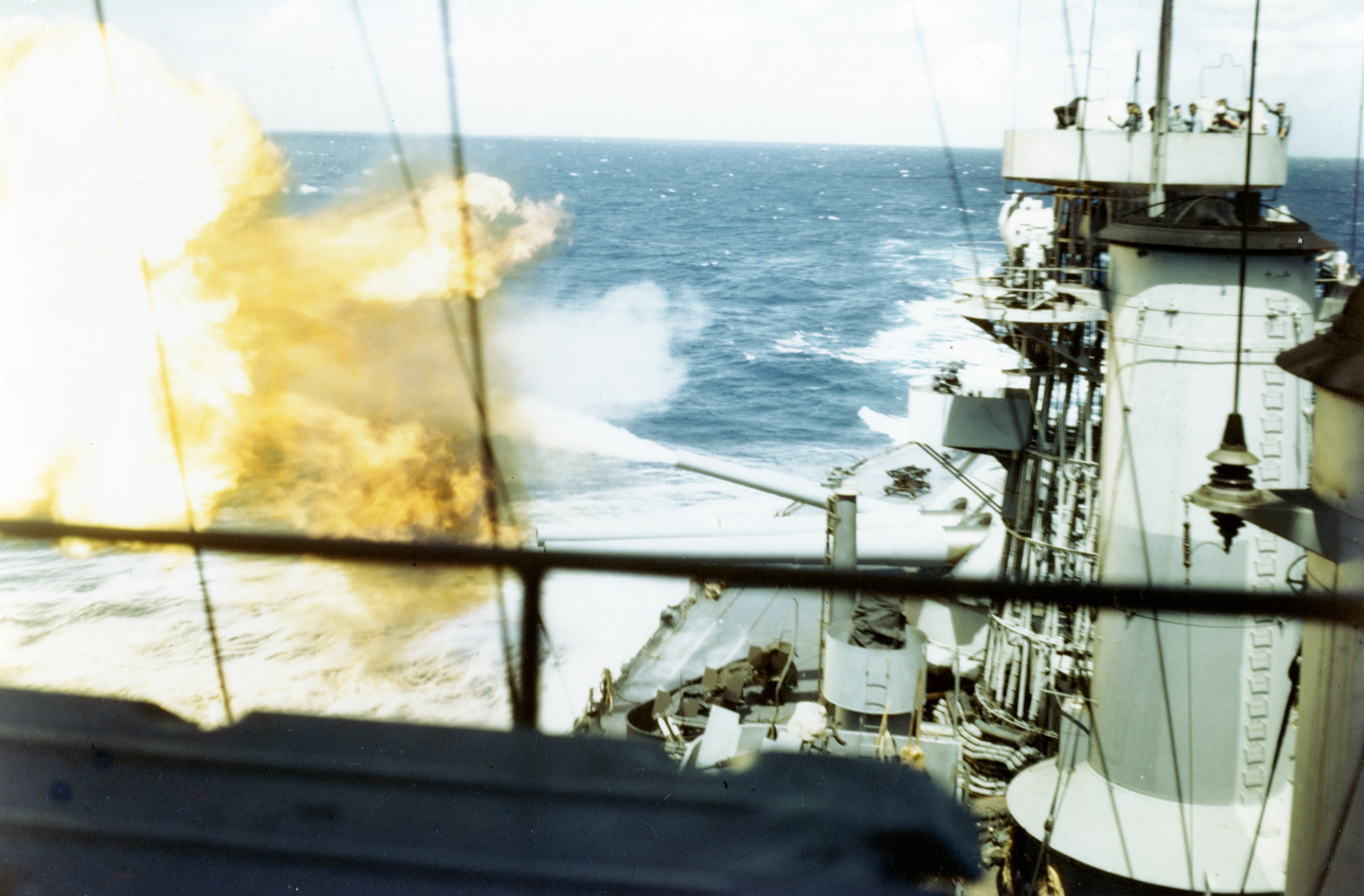
La Colorado aziona le sue artiglierie durante la battaglia di Tarawa nel 1943

La nave tornò in azione il 5 maggio 1944, quando salpò da San Francisco insieme alla flotta destinata all'invasione anfibia delle isole Marianne, sostando strada facendo a Pearl Harbor e Kwajalein. A partire dal 14 giugno, la Colorado partecipò ai bombardamenti navali in appoggio ai reparti a terra durante gli assalti anfibi statunitensi a Saipan, Guam e Tinian. Il 24 luglio, mentre cannoneggiava postazioni giapponesi a Tinian, la corazzata incassò sul lato di dritta 22 colpi sparati dall'artiglieria costiera nemica che causarono ingenti danni da frammenti, incendi locali e perforazioni dello scafo in molti punti; la nave tuttavia continuò a operare al largo dell'isola fino al 3 agosto quando lasciò le Marianne per rientrare sulla West Coast e sottoporsi alle necessarie riparazioni. La Colorado riprese poi le operazioni belliche il 20 novembre 1944, quando si unì alla flotta intenta a supportare l'invasione anfibia dell'isola di Leyte nelle Filippine; una settimana più tardi, mentre operava al largo dell'isola, la nave venne centrata da due velivoli kamikaze giapponesi, riportando danni moderati a bordo ma anche 19 morti e 72 feriti tra l'equipaggio. Nonostante i danni, la Colorado partecipò come previsto al supporto dell'invasione anfibia di Mindoro tra il 12 e il 17 dicembre, prima di dirigere perle riparazioni alla base avanzata di Manus in Nuova Guinea.
Dopo rapide riparazioni di emergenza, la Colorado tornò nelle Filippine all'inizio di gennaio 1945, partecipando il 6 gennaio allo sbarco anfibio statunitense nel Golfo di Lingayen sull'isola principale di Luzon; otto giorni più tardi, tuttavia, le sovrastrutture della nave furono colpite da fuoco amico: l'incidente causò 18 morti e 51 feriti tra l'equipaggio. Dopo essersi rifornita alla base di Ulithi, il 25 marzo la Colorado raggiunse la flotta statunitense riunita alle Isole Kerama per partecipare alle operazioni anfibie contro Okinawa; per quasi due mesi la corazzata operò in supporto di fuoco ai reparti terrestri durante gli scontri della battaglia di Okinawa, prima di ritirarsi dalla zona il 22 maggio e rientrare a Leyte.

### Il dopoguerra

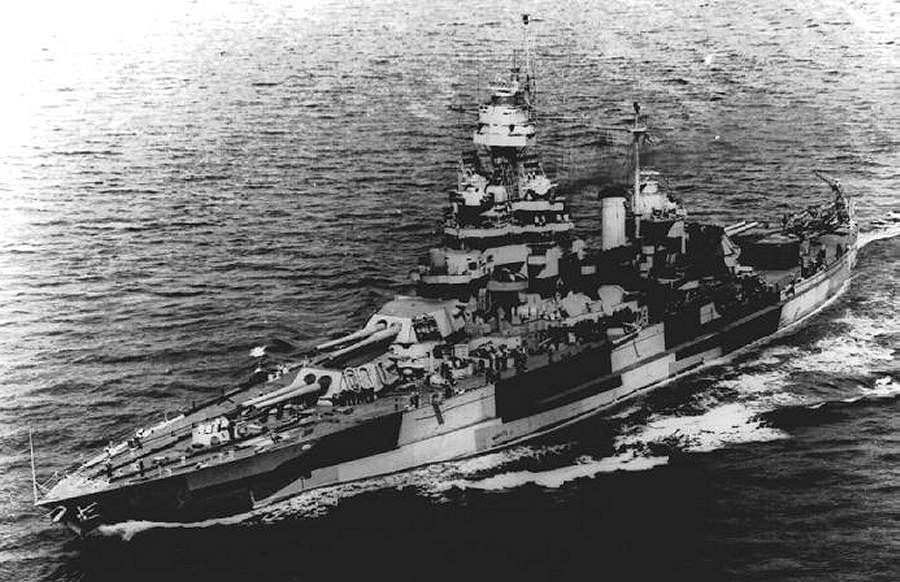
La nave in navigazione nell'aprile 1944

La Colorado tornò a Okinawa il 6 agosto 1945 a battaglia finita, preparandosi a ulteriori operazioni contro i nipponici annullate tuttavia dopo l'annuncio della resa del Giappone il 15 agosto seguente. Salpata per le isole nipponiche, il 27 agosto la corazzata coprì lo sbarco aviotrasportato dei primi reparti di occupazione statunitensi alla base aerea di Atsugi, per poi presenziare il 2 settembre alla cerimonia di resa dei giapponesi nella Baia di Tokyo. La Colorado lasciò il Giappone il 20 settembre seguente, attraversando tutto il Pacifico per rientrare quindi a San Francisco il 15 ottobre; il 27 ottobre successivo la nave raggiunse Seattle per partecipare alle celebrazioni della Giornata della Marina.
Assegnata alle forze dell'operazione Magic Carpet, la Colorado intraprese tre viaggi a Pearl Harbor per imbarcare e trasportare sulla West Coast 6357 veterani smobilitati dai reparti statunitensi nel Pacifico, prima di trasferirsi al Puget Sound Naval Shipyard dove il 7 gennaio 1947 fu posta in riserva. La nave venne ufficialmente radiata dai ranghi della US Navy il 1° marzo 1959; lo scafo fu infine venduto per la demolizione il 23 luglio 1959.